# Olympische Jugend-Sommerspiele 2014/Teilnehmer (Armenien)
| Gelbes Symbol für Goldmedaillen mit stilisierten Olympischen Ringen | Graues Symbol für Silbermedaillen mit stilisierten Olympischen Ringen | Braundes Symbol für Bronzemedaillen mit stilisierten Olympischen Ringen |
| ------------------------------------------------------------------- | --------------------------------------------------------------------- | ----------------------------------------------------------------------- |
| 2                                                                   | 2                                                                     | 3                                                                       |

Die Jugend-Olympiamannschaft aus Armenien für die II. Olympischen Jugend-Sommerspiele vom 16. bis 28. August 2014 in Nanjing (Volksrepublik China) bestand aus 14 Athleten.

## Athleten nach Sportarten

### Boxen
| Mädchen - Anusch Grigorjan Fliegengewicht: 4. Platz | Jungen - Narek Manasjan Halbschwergewicht: Bronze |

### Gewichtheben
| Mädchen - Sona Poghosjan Schwergewicht: 6. Platz | Jungen - Hakob Mkrttschjan Mittelgewicht: Gold - Simon Martirosjan Superschwergewicht: Gold |

### Judo
Jungen
- Harutjun Dermischjan
Klasse bis 66 kg: 7. Platz
Mixed: 5. Platz (im Team Ruska)

### Ringen
Jungen
- Sawen Mikaeljan
Griechisch-römisch bis 58 kg: Silber
- Waghinak Mateosjan
Freistil bis 54 kg: Bronze
- Sargis Howsepjan
Freistil bis 76 kg: Bronze

### Schießen
Jungen
- Sawen Igitjan
Luftpistole 10 m: 5. Platz
Mixed: 4. Platz (mit Chung Ting-Yu  Chinesisch Taipeh)
- Hratschik Babajan
Luftgewehr 10 m: Silber 
Mixed: 6. Platz (mit Sharmin Akter  Bangladesch)

### Schwimmen
Jungen
- Wahan Mchitarjan
50 m Freistil: 18. Platz
100 m Freistil: 32. Platz
50 m Schmetterling: 36. Platz

### Turnen
Jungen
- Wigen Chatschatrjan
Einzelmehrkampf: DNF

### Wasserspringen
Jungen
- Lew Sargsjan
Turmspringen: 7. Platz
Mixed: 4. Platz (mit Laura Bilotta  Italien)